# براش (کلرادو)
براش (به انگلیسی: Brush) شهری در ایالت کلرادو کشور ایالات متحده آمریکا است که جمعیت آن در سرشماری سال ۲۰۱۰ میلادی، ۵٬۴۶۳ نفر بوده‌است.